# Fundación Universitaria de Ciencias de la Salud
Fundación Universitaria de Ciencias de la Salud (FUCS) es una institución de educación superior privada colombiana, especializada en la formación de profesionales del área de la salud. Su sede central se localiza en la ciudad de Bogotá y dispone de instalaciones clínicas docentes en el Hospital Universitario de San José y en el Hospital Infantil Universitario de San José.

## Historia
- 1902-1925: antecedentes en la creación de la Sociedad de Cirugía de Bogotá (1902) y la apertura del Hospital de San José (1925).[6]
- 1976: el Ministerio de Educación reconoce la personería jurídica mediante la Resolución 10917.[6]
- 1994: adopta la denominación actual: *Fundación Universitaria de Ciencias de la Salud*.[6]
- 1997: obtiene licencia operativa propia para la Facultad de Medicina.[6]
- 2024: renueva la Acreditación Institucional en Alta Calidad por seis años.[7]

## Campus e infraestructura
La universidad opera varios edificios docentes en Bogotá (Sede Centro, Sede Norte, Castellana y Edificio Sergio Parra Duarte) y un campus recreativo en Cajicá. Sus prácticas clínicas se realizan principalmente en el Hospital Universitario de San José y en el Hospital Infantil Universitario de San José.

## Oferta académica
| Nivel              | Facultades / Programas destacados | Fuente |
| ------------------ | --- | ------ |
| Pregrado           | Medicina, Enfermería, Fisioterapia, Psicología, Instrumentación Quirúrgica, Nutrición y Dietética, Administración de Servicios de Salud, Tecnologías en Citohistología y Atención Prehospitalaria | [ 8 ]  |
| Posgrado           | 54 especializaciones médico-quirúrgicas; maestrías en Epidemiología Clínica, Farmacología Clínica y Administración en Salud; Doctorado en Salud Pública                                           | [ 8 ]  |
| Educación continua | Cursos y diplomados en áreas clínicas y de gestión sanitaria | [ 9 ]  |

## Investigación y proyección social
La FUCS cuenta con un Comité Institucional de Investigaciones que articula proyectos en salud pública, ciencias biomédicas y tecnologías sanitarias; además, desarrolla programas de proyección social con énfasis en prevención y promoción de la salud en comunidades vulnerables.

## Acreditación
La institución posee Acreditación Institucional en Alta Calidad otorgada y renovada por el Ministerio de Educación Nacional mediante la Resolución 106 del 11 de enero de 2024 (vigencia 2024-2030).